# Wilfred Genee
Wilfred Willem Jozef Genee (Leeuwarden, 27 juni 1967) is een Nederlandse presentator. 
Hij presenteert Vandaag Inside op SBS6 en The Friday Move op BNR Nieuwsradio. Hoewel hij geen echte zanger is, bracht hij in de afgelopen jaren ook enkele (humoristische) singles uit, al dan niet samen met zijn bekende compagnons Johan Derksen en René van der Gijp als figuranten in clips.

## Biografie

### Jeugd
Genee komt uit een Fries katholiek gezin. Zijn moeder was afkomstig uit een groot gezin, terwijl zijn vader enig kind was. In zijn jeugd merkte Genee op dat zijn ouders veel waarde hechtten aan de meningen van anderen, zoals recensies over zijn werk, en dat ze zich verantwoordelijk voelden voor wereldproblematiek. Ondanks dit gedrag beschreef hij zijn ouders als vriendelijke mensen.
Gedurende zijn schooljaren was hij de enige jongen in zijn klas die werd toegelaten tot het gymnasium. Genee beschouwde deze periode echter als een "sociaal isolement" en hield dit gegeven twee maanden lang verborgen. Genee's beste jeugdvriend kwam bij zijn moeder aanbellen om aan te geven dat Genee het niet zou redden en dat hij Genee gemeen vond.
Het overlijden van zijn grootvader had een aanzienlijke invloed op Genee, die daarna een meer ingetogen persoonlijkheid ontwikkelde.
Genee voltooide zijn gymnasiumopleiding in 1986 aan het Stedelijk Gymnasium Leeuwarden, waar hij vicepraeses was van de Leeuwarder Gymnasiasten Club. Hij was ook doelman bij de Leeuwarder club RKVV MKV '29. Na zijn gymnasiumopleiding koos hij ervoor rechten te studeren aan de Rijksuniversiteit Groningen. In 1989 maakte hij zijn debuut op televisie bij de lokale omroep OOG TV in Groningen, waar hij gedurende zijn hele studententijd betrokken was.
In 1992 behaalde hij zijn rechtenbul aan de Rijksuniversiteit Groningen en verwierf daarmee de titel van meester in de rechten.

### Begin carrière
Genee begon zijn nationale mediacarrière bij de sportzender Sport 7. Het station maakte echter alleen maar verlies en was na vier maanden weer uit de lucht. Daarna ging hij werken bij SBS6 en Canal+.

### RTL (2001–2005)
In 2001 maakte Genee de overstap naar RTL. Daar ging hij het voetbalpraatprogramma Voetbal Insite (destijds geschreven met een t; een samentrekking van inside en website, omdat de kijker via de website vragen kon stellen) presenteren, dat uitgroeide tot een succes. Als vaste presentator van het programma vormde hij een vast duo met Johan Derksen en wisselende analisten als Willem van Hanegem, Piet de Visser, Hans Kraay en Wim Kieft. Daarnaast was hij enkele keren te zien als invaller voor Beau van Erven Dorens in RTL Boulevard.

### Talpa (2005–2007)
Samen met onder anderen collega Humberto Tan vertrok hij in 2005 naar de nieuwe zender Talpa, later Tien geheten. Hier presenteerde hij onder andere het voetbalprogramma De Wedstrijden. Na het ter ziele gaan van deze televisiezender en overname door RTL keerde Genee terug bij RTL.

### RTL (2007–2018)
De terugkeer bij RTL betekende ook dat Genee terugkeerde bij Voetbal Insite. Verder ging hij programma's presenteren zoals Tour du Jour. VI Oranje, Doordekken en de wedstrijden van de UEFA Europa League. In 2008 dreigde Voetbal Insite te verdwijnen, maar wist vervolgens door te starten als Voetbal International. René van der Gijp werd toegevoegd als vaste analist. In 2011 ontving VI de Gouden Televizier-Ring en in 2017 won Genee de Zilveren Televizier-Ster voor beste presentator. In 2015 wijzigde Voetbal International in Voetbal Inside.

### BNR Nieuwsradio (2009–heden)
Sinds 2009 presenteert Genee iedere vrijdag van 16.00 tot 18.30 uur het programma The Friday Move op BNR Nieuwsradio. Op 19 januari 2024 werd bekend dat zowel Genee (Beste Presentator) als het programma (Beste Programma) genomineerd waren voor een Gouden RadioRing. Echter bleef het bij een nominatie. In 2025 startte Genee een nieuwe podcastserie Zolang het leuk is, waarin hij onvoorbereid in gesprek gaat met vooraanstaande personen uit de politiek, sport, media of het bedrijfsleven.

### Talpa (Veronica / SBS6) (2018–heden)
In augustus 2018 maakte Genee, samen met Derksen en Van der Gijp, de overstap naar Veronica. Hier zetten ze hetzelfde programma voort onder de naam Veronica Inside.
Daarnaast ging Genee ook een programma op Radio Veronica presenteren onder de naam Veronica Inside samen met de sidekicks Rick Romijn, Niels van Baarlen en Celine Huijsmans. Hierin was een mix van actuele onderwerpen, entertainment en sport te horen. Het programma was eerst in de middag te horen van 16.00 tot 18.00 uur, maar in november 2020 verhuisde dit programma naar de ochtend vanaf 7.00 uur. Na slechts één jaar stopte Genee eind 2021 met de presentatie van de ochtendshow van Radio Veronica. Hij kon het namelijk niet combineren met de dagelijkse talkshow op SBS6.
In 2021 presenteerde Genee het dagelijkse programma De Oranjezomer. In het programma gaven de VI-heren op hun eigen wijze een kijk op het nieuws en actualiteit rondom de belangrijkste sportevenementen, politiek en entertainment. Nadat ze in de zomer een dagelijks programma maakten op SBS6 raakten de heren in gesprek met de zenderleiding om dit een vervolg te geven. Op 18 september 2021 werd bekend dat ze per 10 januari 2022 een dagelijkse talkshow op SBS6 gingen maken. Daarmee kwam een einde aan Veronica Inside op zowel televisie als de radio. Het nieuwe tv-programma heette VI Vandaag. Dit programma kwam op 28 april 2022 abrupt te einde nadat Johan Derksen in opspraak raakte. Het programma was uiteindelijk twee weken niet te zien en keerde op 16 mei 2022 terug, mét Derksen.
| 1  |                  | Cees Geel       |
| 2  |                  | Catherine Keyl  |
| 3  |                  | Jan Roos        |
| 4  | 2 januari 2020   | Eddy Zoëy       |
| 5  | 9 januari 2020   | Anita Witzier   |
| 6  | 16 januari 2020  | Martijn Koning  |
| 7  | 23 januari 2020  | Dennis Schouten |
| 8  | 30 januari 2020  | Marc de Hond    |
| 9  | 7 februari 2020  | Harry Mens      |
| 10 | 13 februari 2020 | Vincent Bijlo   |
| 11 | 4 maart 2020     | Olcay Gulsen    |
| 12 | 12 maart 2020    | Jack Plooij     |
| 13 | 28 mei 2020      | Fidan Ekiz      |
| 14 | 4 juni 2020      | Fajah Lourens   |

In 2020 ontving het radioprogramma de Gouden RadioRing, mede door de uitvoerige campagne van Genee. Zo liet hij collega’s oproepjes plaatsen en nam hij samen met zijn team het nummer Jij krijgt die ring niet van mij cadeau op.

## Overige

### Columns
Genee schreef jarenlang columns in de Playboy, die tweemaal gebundeld zijn uitgebracht: Lange Tenen en Mooie Boel. Ook schreef hij columns voor het damesblad Margriet en woonde hij evenementen van ze bij. Verder had hij enige tijd columns in de De Telegraaf ('TV-weekeinde'), Dagblad van het Noorden en het Algemeen Dagblad.

### Podcast
In 2019 en 2020 nam Genee de podcast Littekens op, met een bekende Nederlander als gast, om te praten over hun zichtbare en onzichtbare littekens. Vanaf 2025 neemt Genee wekelijks de podcast Zolang het leuk is op. In de podcast draait het om onvoorspelbare gesprekken met bijzondere gasten.

### Persoonlijk
Genee is getrouwd en heeft twee kinderen. Naast zijn carrière in de media, zet Genee zich vrijwillig in voor betere voeding in voetbalkantines. Hij schreef samen met zijn vrouw een boek over gezonde voeding, 'Vullen of Voeden'.

## Prijzen
In 2016 kregen de mannen van Voetbal Inside een tegel voor op de RTL Walk Of Fame. In oktober 2017 won Wilfred Genee de Zilveren Ster voor beste presentator op het Gouden Televizier-Ring Gala. Genee droeg uiteindelijk de prijs op aan het gehele team van VI en de kijkers van het programma. In 2018 ontving zowel The Friday Move en Genee zelf (als presentator/dj) een nominatie voor de Gouden RadioRing, het radio-equivalent van de Televizierring.
- 2011: Gouden Televizier-Ring (Voetbal International)
- 2016: RTL Walk Of Fame (Voetbal Inside)
- 2017: Zilveren Televizier-Ster (beste televisiepresentator)
- 2018: JFK's Greatest Man Award (succesvolste en meest charismatische man van Nederland)
- 2020: Gouden RadioRing (Veronica Inside)[10]

## Discografie

### Albums
| Single met eventuele hitnotering(en) in de Nederlandse Top 40 | Datum van verschijnen | Datum van binnenkomst | Hoogste positie | Aantal weken | Opmerkingen                                  |
| ------------------------------------------------------------- | --------------------- | --------------------- | --------------- | ------------ | -------------------------------------------- |
| Helden van oranje                                             | 2012                  | -                     |                 |              | met Johan Derksen & diverse artiesten / Goud |

### Singles
| Single met eventuele hitnotering(en) in de Nederlandse Top 40 | Datum van verschijnen | Datum van binnenkomst | Hoogste positie | Aantal weken | Opmerkingen                                                  |
| ------------------------------------------------------------- | --------------------- | --------------------- | --------------- | ------------ | ------------------------------------------------------------ |
| Nederland is helemaal oranje                                  | 2012                  | 09-06-2012            | tip4            | -            | met Johan Derksen / Nr. 4 in de Single Top 100               |
| Helden                                                        | 2012                  | 16-06-2012            | tip11           | -            | met Edwin Evers & Johan Derksen / Nr. 6 in de Single Top 100 |
| Jij Krijgt Die Ring Niet Van Ons Cadeau                       | 2020                  | -                     | -               | -            | met John de Bever & Dennis Schouten                          |
| Een Aperolletje                                               | 2023                  | -                     | -               | -            | met Andy van der Meijde & Wesley Sneijder                    |
| Johnny Rep                                                    | 2024                  | -                     | -               | -            | -                                                            |
| Zomaar Een Avond In De Kroeg                                  | 2024                  | -                     | -               | -            | -                                                            |

## Referentielijst
1. ↑  Wilfred Genee: 'Ik kom nooit meer aan de bak hierna', Parool.nl, 6 augustus 2016
2. 1 2  Wilfred Genee over een kant van zichzelf die hij zelden laat zien. EWmagazine.nl (7 juli 2015). Geraadpleegd op 8 augustus 2023.
3. ↑  achja, Wilfred Genee. Mensen Achter het Nieuws (1 november 2014). Geraadpleegd op 8 augustus 2023.
4. ↑  Wilfred Genee krijgt middagprogramma op BNR Radio.nl, 17 februari 2009
5. ↑  Wilfred Genee en Domien Verschuuren grote kanshebbers RadioRing RTL Boulevard, 19 januari 2024
6. ↑  Wilfred Genee krijgt eindelijk eigen interviewprogramma Radiowereld, 30 januari 2025
7. ↑  Wilfred Genee maakt nieuwe podcastserie voor BNR Broadcast Magazine, 30 januari 2025
8. ↑  Wilfred Genee stopt met radioprogramma bij Veronica wegens nieuwe talkshow. nu.nl (6 oktober 2021). Geraadpleegd op 7 augustus 2023.
9. ↑  Vandaag Inside keert terug met Derksen, AD.nl, 11 mei 2022
10. 1 2  Wilfred Genee wint Gouden RadioRing met Veronica Inside. Algemeen Dagblad (30 januari 2020). Geraadpleegd op 31 januari 2020.
11. ↑  Tomas, Irma, De Beste Wensen op SBS6 wordt een tranentrekker. Televizier.nl (20 november 2024). Geraadpleegd op 17 december 2024.

- Digitale Bibliotheek voor de Nederlandse Letteren: gene006
- International Standard Name Identifier: 0000 0003 9212 0802
- Nederlandse Thesaurus van Auteursnamen: 292641222
- Virtual International Authority File: 286071943
- WorldCat: E39PBJcKGwgy3jbY8GHyYXJxDq